# Кмох, Ганс
Ганс Кмох (нем. Hans Kmoch; 25 июля 1894, Вена — 13 февраля 1974, Нью-Йорк) — американский, ранее австрийский, шахматист и шахматный журналист; международный мастер (1950) и международный арбитр (1951).

## Биография
Лучшие результаты в международных соревнованиях: Дебрецен (1925) — 1-е; Будапешт (1926 и 1928) — 3-5-е, 3-4-е; Брно (1928) — 3-е; Вена (1930) — 1-2-е; Эбензе (1930) — 1-е места. В составе команды Австрии участник Олимпиад 1927, 1930 и 1931 годов.
В 1934 году посетил СССР: на турнире в Ленинграде — 7-8-е (с М. Юдовичем); в Тбилиси — 3-5-е (с В. Рагозиным и В. Раузером); проиграл в Москве матч И. Мазелю — 1½ : 2½ (+1 −2 =1). После второй мировой войны переехал в США. Автор многих книг и статей по шахматам. Главный арбитр шахматной Олимпиады 1950 года, матча СССР — США (1954) и других соревнований.

## Книги
- Die Kunst der Verteidigung, В. — Lpz., 1927;
- Rubinstein gewinnt! 100 Glanzpartien, W., 1933;
- Euwe slaagt, 2 ed., Amst., 1937;
- Max Euwe, В., 1938;
- Pawn power in chess, N. Y.f 1959; в русском переводе отсутствует
- Защита в шахматной партии, Л., 1927;
- Международный турнир в Бледе, М. — Л., 1934;
- Рубинштейн выигрывает! 100 шахматных шедевров великого маэстро, М., 2011.
- В книге Энрике Мариньо «Как выиграть пешками в индийских защитах» (2015) упоминается книга Ганса Кмоха «Структуры Бенони», 1954, однако в интернете её нет, но в книге Pawn power in Chess, 1990 имеется глава Benoni formations.